# Lac de la Vieille

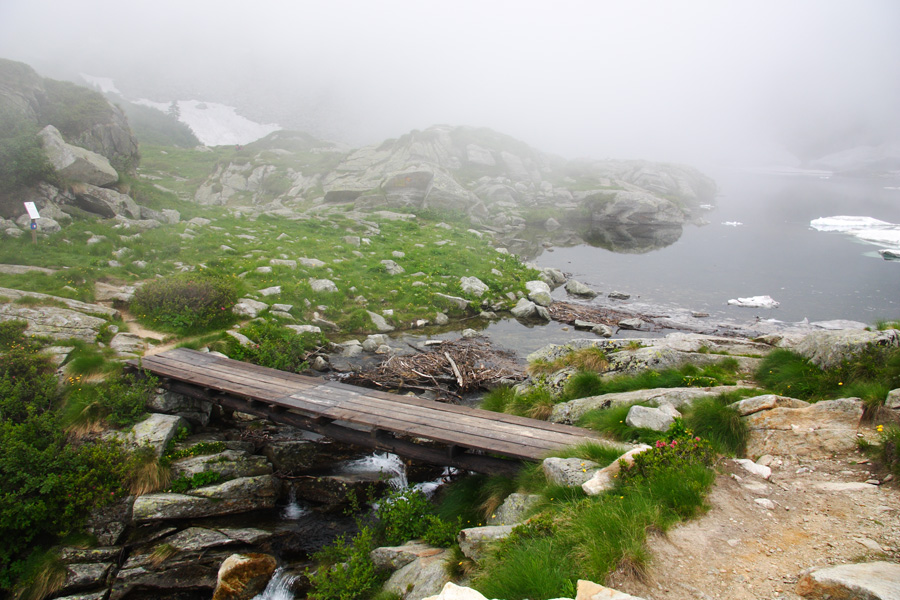
La source du Cervo.

Le Lac de la Vieille (en italien Lago della Vecchia) est un petit bassin lacustre situé à une altitude de 1 858 mètres sous les parois du Mont Crest dans la vallée du Cervo (province de Biella). Ce lac est entièrement situé sur le territoire d'un hameau montagneux de la commune de Sagliano Micca, bien que le lieu habité le plus proche soit Piedicavallo.
Il est le lac alpin du biellois le plus riche en poissons.

## Histoire

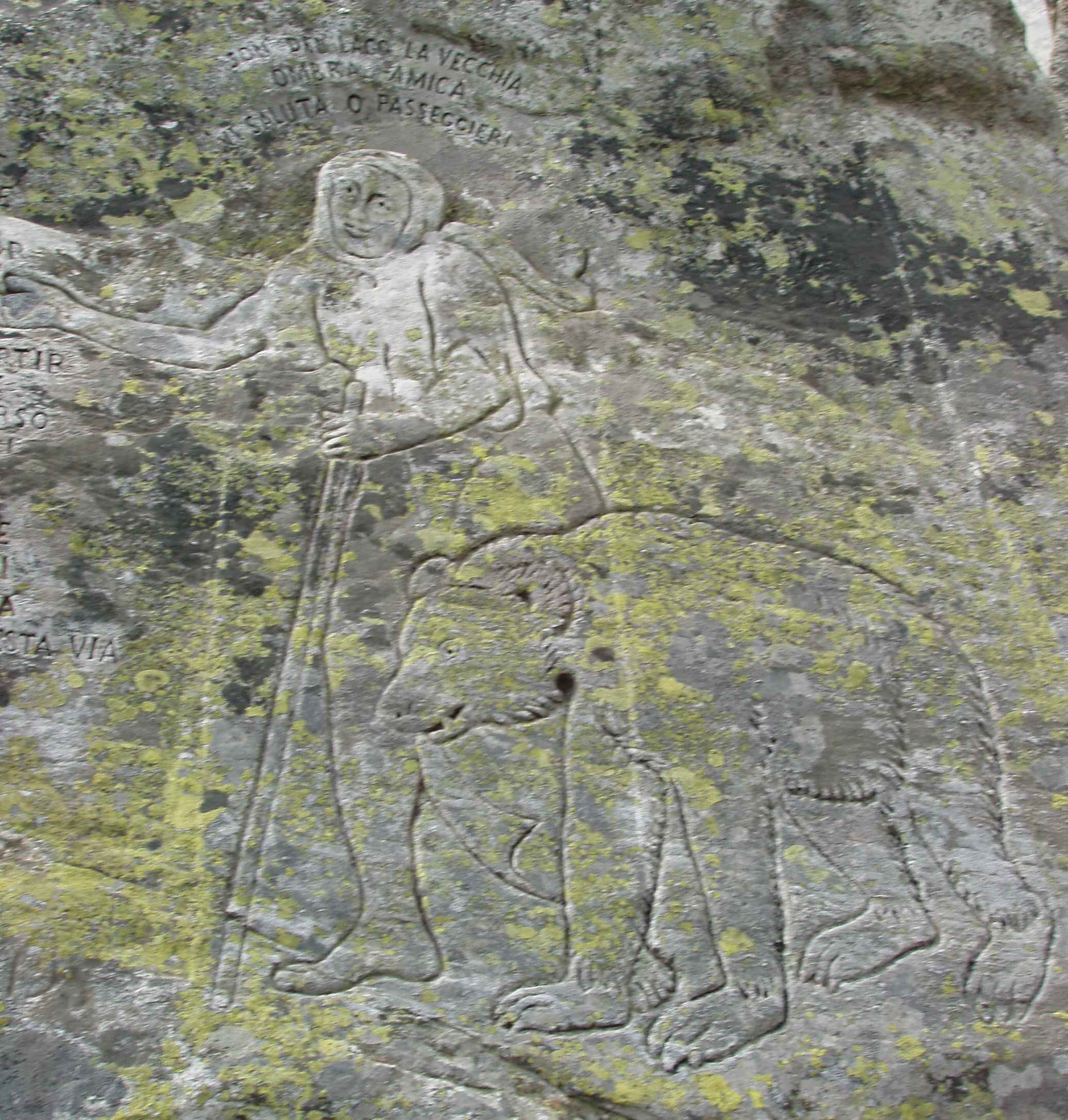
La gravure rupestre dédiée à la légende de la vieille du lac.

Le nom du lac est dérivé d'une légende locale. Tout près du lac se trouve un rocher sur lequel est gravée une scène rupestre racontant l'histoire de la Vieille et de son compagnon l'ours. La gravure, voulue par Federico Rosazza et réalisée par Giuseppe Maffei fut réalisée en 1877 par les deux meilleurs graveurs de Rosazza : Battista Rosazza Bertina et Angelo Gilardi Giambrav.

## Morphologie et géologie
Le lac de la Vieille est un lac d'origine glaciale d'un périmètre d'1,05 km avec une longueur maximale de 300 mètres et une largeur de 250 mètres. C'est depuis ce lac que naît le Cervo, le plus important cours d'eau des Alpes pennines.

## Excursions
Le lac de la Vieille se rejoint depuis la commune de Piedicavallo en environ 2h30 de marche à pied (par la E50), en passant par un petit chemin construit vers la fin du XIXe siècle par Federico Rosazza dans le but de relier le Val Cervo à la vallée du Lys (ou Vallée du Gressoney), dans la Vallée d'Aoste. Le sentier passe par le col de la Vieille (2 185 mètres).
À dix minutes de marche du lac se trouve le refuge de la Vieille.

## Sources
- (it) Cet article est partiellement ou en totalité issu de l’article de Wikipédia en italien intitulé « Lago della Vecchia » (voir la liste des auteurs).
- Carte Technique Régionale raster 1:10.000 de la Région piémontaise - 1999
- Atlas des lacs piémontais, Région piémontaise - Direction de Planification des Ressources Hydriques -  2003